# Амін Лтіфі
Амін Лтіфі (араб. أمين اللطيفي, нар. 4 липня 1984, Туніс) — туніський футболіст, що грав на позиції нападника.
Виступав, зокрема, за клуб «Есперанс», а також олімпійську збірну Тунісу.
Триразовий володар Кубка Тунісу. Володар Кубка арабських чемпіонів.

## Клубна кар'єра
Народився 4 липня 1984 року в місті Туніс. Вихованець футбольної школи клубу «Есперанс». Дорослу футбольну кар'єру розпочав 2000 року в основній команді того ж клубу, в якій провів два сезони, взявши участь у 7 матчах чемпіонату. 
Протягом 2002—2004 років захищав кольори клубу «Кретей».
Своєю грою за останню команду знову привернув увагу представників тренерського штабу клубу «Есперанс», до складу якого повернувся 2004 року. Цього разу відіграв за команду зі столиці Тунісу наступні п'ять сезонів своєї ігрової кар'єри. У складі «Есперанса» був одним з головних бомбардирів команди, маючи середню результативність на рівні 0,51 гола за гру першості.
Згодом з 2009 по 2013 рік грав у складі команд «Хаммам-Ліф», «Ла-Марса» та «Етюаль дю Сахель».
Завершив ігрову кар'єру у команді «Гафса», за яку виступав протягом 2013—2014 років.

## Виступи за збірні
У 2004 році дебютував в офіційних матчах у складі національної збірної Тунісу.
У складі збірної був учасником Кубка африканських націй 2006 року в Єгипті.
Загалом протягом кар'єри в національній команді, яка тривала 3 роки, провів у її формі 5 матчів, забивши 1 гол.
У 2004 році захищав кольори олімпійської збірної Тунісу. У складі цієї команди провів 3 матчі. У складі збірної — учасник  футбольного турніру на Олімпійських іграх 2004 року в Афінах.

## Титули і досягнення

### Командні
- Володар Кубка Тунісу (3):

«Есперанс»: 2006, 2007, 2008
- Володар Кубка арабських чемпіонів (1):

«Есперанс»: 2008-2009

### Особисті
- Кращий бомбардир чемпіонату Тунісу: 2005-2006 (16 м'ячів)